# Cynanthus auriceps
La esmeralda mexicana o  esmeralda occidental (Cynanthus auriceps) es una especie de ave apodiforme de la familia Trochilidae —los colibríes— perteneciente al género Cynanthus, anteriormente situada en el género Chlorostilbon.  Es endémica de México.

## Distribución y hábitat
Se distribuye  por el oeste de México, en la vertiente del Pacífico desde Sinaloa hacia el sur hasta el este de Oaxaca, y en el interior sube por el drenaje del río Balsas hasta el sur de Morelos.
Habita en bosques tropicales secos, zonas áridas a semihúmedas en matorrales y arbustos boscosos, claros cubiertos de maleza y lindes de bosques. Entre el nivel del mar y 1800 m de altitud.

## Sistemática

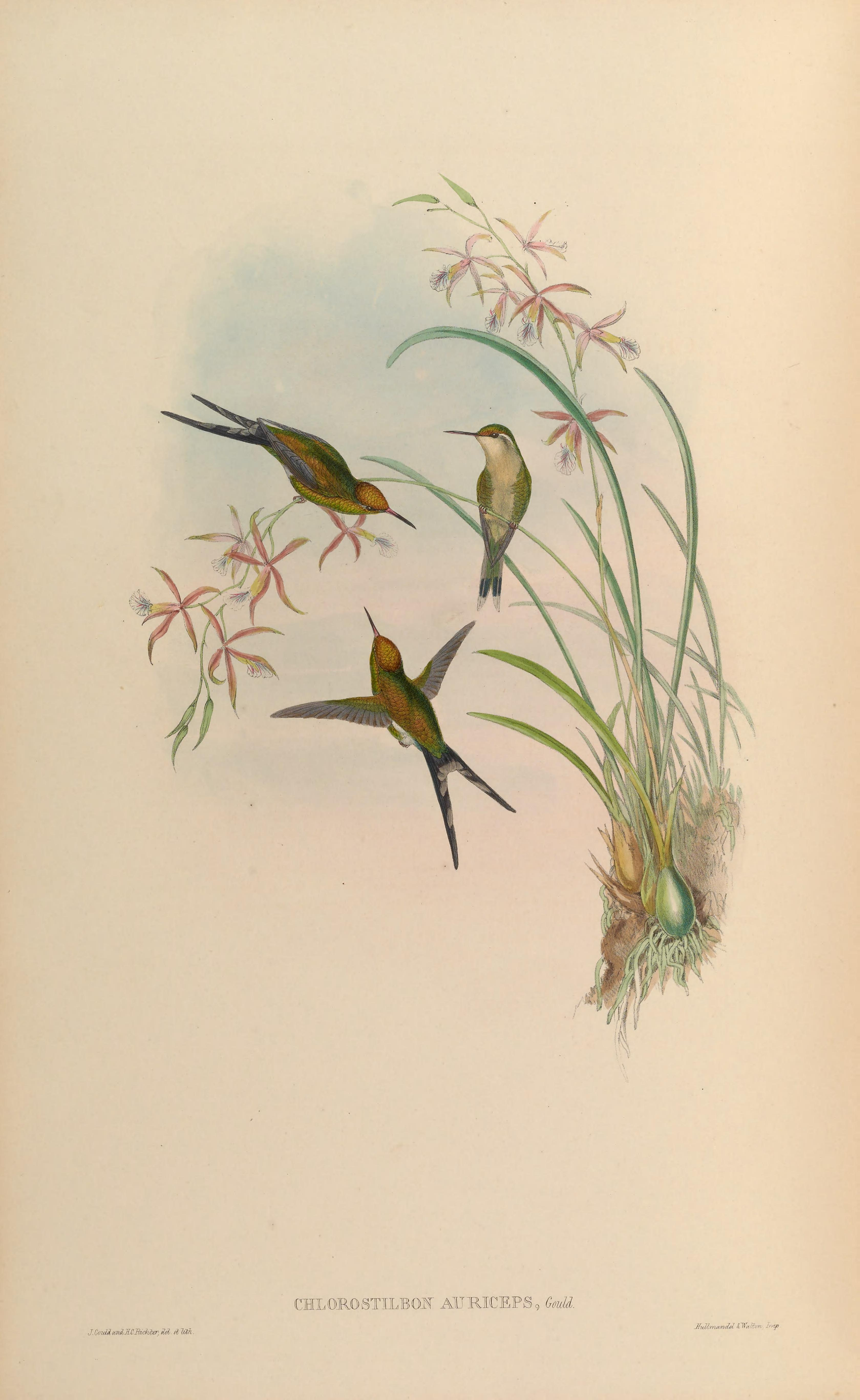
Chlorostilbon auriceps, ilustración de Gould y Richter en A monograph of the Trochilidae, or family of humming-birds 5, 1861.

### Descripción original
La especie C. auriceps fue descrita por primera vez por el ornitólogo británico John Gould en 1852 bajo el nombre científico Trochilus auriceps; su localidad tipo es: «México» restringido posteriormente para «probablemente Bolaño, Jalisco, México».

### Etimología
El nombre genérico masculino «Cynanthus» se compone de las palabras del griego «kuanos» que significa ‘azul oscuro’, y «anthos» que significa ‘florecer’; y el nombre de la especie «auriceps», se compone de las palabras del latín «aurum» que significa ‘oro’, y «ceps» que significa ‘coronado’.

### Taxonomía
Ya fue tratada en el pasado como una subespecie de la esmeralda de Canivet Chlorostilbon canivetii, todavía dentro del género Chlorostilbon.
Las presente especie, Cynanthus canivetii y C. forficatus estaban anteriormente situadas en el género Chlorostilbon. Estudios genético-moleculares de 2014 y 2017 demostraron que Chlorostilbon era polifilético. En la clasificación propuesta para crear un grupo monofilético, estas tres especies fueron incluidas en el presente género.
Estos cambios taxonómicos fueron reconocidos por el Comité de Clasificación de Norte y Mesoamérica (N&MACC) en las Propuestas 2020-A-2/3 y 2020-D-1.
Es monotípica.